# Vilna (Alberta)
Vilna es un pueblo canadiense situado en la provincia de Alberta.

## Superficie
Vilna tiene una superficie de 0,96 km².

## Demografía
En 2021, tenía 268 habitantes, una densidad poblacional de 278 hab./km², y 119 viviendas.